# Сборная Ирака по футболу
Сборная Ирака по футболу (араб. منتخب العراق لكرة القدم‎) представляет Ирак в международных соревнованиях по футболу и контролируется Футбольной ассоциацией Ирака. Обладатель Кубка Азии (2007).

## История
Расцвет иракского футбола пришёлся на 1970-е и 1980-е годы. Сборная Ирака квалифицировалась в финальный турнир чемпионата мира 1986 года, а также трижды участвовала в Олимпийских играх: в Москве, Лос-Анджелесе и Сеуле. Также футболисты Ирака побеждали в 1982 году в футбольном турнире на Азиатских играх, 4 раза выигрывали Кубок арабских наций, в 1985 году вторая сборная Ирака по футболу одержала победу на Панарабских играх. В Кубке Азии Ирак финишировал четвёртым в 1976 году, и в дальнейшем не участвовал в этом турнире до 1996 года.
Во времена правления Саддама Хусейна, руководителем Иракского Олимпийского комитета и, по совместительству, куратором сборной страны по футболу, был сын Саддама, Удей Хусейн. При Удее команду зачастую мотивировали угрозами переломать игрокам ноги, пропуск тренировок мог караться тюремным заключением, а в случае поражения игроков могли выпороть электрическим кабелем или даже искупать в нечистотах. После Войны в Персидском заливе Ирак был отстранён от участия в Азиатских Играх и большинства соревнований арабского футбола, но затем продолжил участие в отборочном турнире к чемпионату мира 1994 года. К 1996 году сборная Ирака занимала 139 позицию в рейтинге ФИФА, самую низкую в своей истории. Тем не менее, иракская команда добивалась иногда серьёзных результатов в отдельных матчах: 28 октября 1993 года иракская сборная сыграла в Дохе вничью со сборной Японии со счётом 2:2, забив гол в добавленное время второго тайма и оставив японцев тем самым без путёвки на чемпионат мира.
Несмотря на войну в Ираке, футбольная команда продолжила участие в международных турнирах, с хорошими результатами. В 2004 году сборная Ирака достигла четвертьфинала Кубка Азии по футболу (с таким же результатом команда выступала на Кубках Азии в 1996 и 2000 годах) и затем квалифицировалась для участия на летних Олимпийских играх 2004 года. В Афинах иракские футболисты победили олимпийские сборные Португалии, Коста-Рики и Австралии, и в итоге стали четвёртыми, уступив в матче за бронзу сборной Италии — 0:1; кроме того, сборная Ирака была награждена призом ФИФА за честную игру. В конце 2004 года сборная была признана Азиатской футбольной конфедерацией «командой года». В 2005 году сборная Ирака выиграла золотые медали Западно-азиатских Игр. В 2006 году олимпийская сборная Ирака выиграла серебряные медали на Азиатских Играх. В 2007 году Сборная Ирака одержала победу в Кубке Азии по футболу и вновь была признана командой года АФК, лучшей арабской командой года по версии авторитетного издания «Аль-Ахрам», а также лучшей командой года в мире по версии World Soccer Magazine. Также команда была выдвинута на соискание гуманитарной премии Принца Астурийского. В результате победы на Кубке Азии сборная Ирака приняла участие в розыгрыше Кубка конфедераций 2009, прошедшего в Южной Африке, где команда не смогла преодолеть групповой этап.

## Выступления на международных турнирах

### Чемпионат мира
- С 1958 по 1970 — не прошла квалификацию
- 1974 — не прошла квалификацию
- 1978 — забрала заявку
- 1982 — не прошла квалификацию
- 1986 — групповой этап
- С 1990 по 2022 — не прошла квалификацию

### Кубок конфедераций
- С 1992 по 2005 — не принимала участие
- 2009 — групповой этап
- С 2013 по 2017 — не принимала участие

### Олимпийские игры
- С 1960 по 1976 — не принимала участие
- 1980 — четвертьфинал
- 1984 — групповой этап
- 1988 — групповой этап
- 1992 — не принимала участие
- 1996 — не прошла квалификацию
- 2000 — не прошла квалификацию
- 2004 — 4-е место
- С 2008 по 2012 — не прошла квалификацию
- 2016 — групповой этап
- 2020 — не прошла квалификацию

### Кубок Азии
- С 1956 по 1968 — не принимала участие
- 1972 — групповой этап
- 1976 — 1/2 финала
- С 1980 по 1992 — не принимала участие
- 1996 — четвертьфинал
- 2000 — четвертьфинал
- 2004 — четвертьфинал
- 2007 — Чемпион
- 2011 — четвертьфинал
- 2015 — 4-е место
- 2019 — 1/8 финала
- 2023 — 1/8 финала

### Азиатские игры
- С 1951 по 1970 — не принимала участие
- 1974 — 2-й групповой этап
- 1978 — 4-е место
- 1982 — чемпион
- 1986 — четвертьфинал
- С 1990 по 2002 — отстранена от участия
- 2006 — 2-е место
- 2010 — не принимала участие

### Панарабские игры
- 1985 — чемпион

### Региональные турниры
Обладатель Кубка наций Персидского залива: (4)
- 1979, 1984, 1988, 2023

Обладатель Кубка арабских наций: (4)
- 1964, 1966, 1985, 1988

Победитель Чемпионата Западной Азии: (1)
- 2002

Победитель Игр Западной Азии: (1)
- 2005

## Состав
Следующие игроки были вызваны в состав сборной главным тренером Желько Петровичем для участия в матчах отборочного турнира чемпионата мира 2022 против сборной Ирана (27 января 2022) и сборной Ливана (1 февраля 2022).
Игры и голы приведены по состоянию на 1 февраля 2021 года:
|  | Вр  | Фахад Талиб        | 21 октября 1994 (30 лет)   | 17  | 0 | Аль-Кува Аль-Джавия   |  |  |
|  | Вр  | Хассан Ахмед       | 4 октября 1999 (25 лет)    | 0   | 0 | Аль-Талаба            |  |  |
|  | Вр  | Али Ясин           | 9 августа 1993 (31 год)    | 0   | 0 | Аль-Завраа            |  |  |
|  |     |                    |                            |     |   |                       |  |  |
|  | Защ | Ахмад Ибрахим      | 25 февраля 1992 (33 года)  | 115 | 4 | Аль-Кува Аль-Джавия   |  |  |
|  | Защ | Мустафа Надим      | 23 сентября 1993 (31 год)  | 35  | 3 | Аль-Найма             |  |  |
|  | Защ | Саад Натик         | 19 марта 1994 (31 год)     | 31  | 0 | Аль-Шорта             |  |  |
|  | Защ | Майтам Джаббар     | 10 ноября 2000 (24 года)   | 19  | 0 | Аль-Кува Аль-Джавия   |  |  |
|  | Защ | Самех Саид         | 26 мая 1992 (33 года)      | 17  | 0 | Аль-Кува Аль-Джавия   |  |  |
|  | Защ | Шерко Карим        | 25 мая 1996 (29 лет)       | 12  | 1 | Эрбиль                |  |  |
|  | Защ | Франс Путрос       | 14 июля 1993 (32 года)     | 9   | 0 | Виборг                |  |  |
|  | Защ | Хассан Раед        | 23 сентября 2000 (24 года) | 8   | 0 | Аль-Кува Аль-Джавия   |  |  |
|  | Защ | Манаф Юнис         | 24 октября 2002 (22 года)  | 5   | 0 | Аль-Карх              |  |  |
|  | Защ | Моханад Джеазе     | 10 апреля 1997 (28 лет)    | 4   | 0 | Хаммарбю              |  |  |
|  |     |                    |                            |     |   |                       |  |  |
|  | ПЗ  | Саад Абдул-Амир    | 19 января 1992 (33 года)   | 81  | 4 | Аль-Завраа            |  |  |
|  | ПЗ  | Али Хусни          | 23 мая 1994 (31 год)       | 27  | 3 | Аль-Шорта             |  |  |
|  | ПЗ  | Саджад Джассим     | 1 июля 1996 (29 лет)       | 8   | 1 | Нафт Аль-Васат        |  |  |
|  | ПЗ  | Мохаммед Али Аббуд | 1 октября 2000 (24 года)   | 7   | 0 | Аль-Кува Аль-Джавия   |  |  |
|  | ПЗ  | Амир Аль-Аммари    | 27 июля 1997 (28 лет)      | 6   | 1 | Гётеборг              |  |  |
|  | ПЗ  | Ахмед Фархан       | 3 августа 2000 (24 года)   | 5   | 0 | Нафт Аль-Васат        |  |  |
|  | ПЗ  | Хасан Абдулкарим   | 1 января 1999 (26 лет)     | 5   | 0 | Аль-Карх              |  |  |
|  | ПЗ  | Каррар Набил       | 16 января 1998 (27 лет)    | 3   | 0 | Аль-Кува Аль-Джавия   |  |  |
|  | ПЗ  | Зидан Икбал        | 27 апреля 2003 (22 года)   | 2   | 0 | Манчестер Юнайтед U23 |  |  |
|  | ПЗ  | Хуссейн Джаббар    | 9 марта 1998 (27 лет)      | 2   | 0 | Аль-Кува Аль-Джавия   |  |  |
|  |     |                    |                            |     |   |                       |  |  |
|  | Нап | Аймен Хусейн       | 22 марта 1996 (29 лет)     | 48  | 7 | Умм-Салаль            |  |  |
|  | Нап | Алаа Аббас         | 27 июля 1997 (28 лет)      | 23  | 4 | Аль-Кува Аль-Джавия   |  |  |
|  | Нап | Али Аль-Хамади     | 1 марта 2002 (23 года)     | 4   | 0 | Уиком Уондерерс       |  |  |

## Форма

### Домашняя
| КАН-1964 | ОИ-1980   | ПИ-1985 | ЧМ-1986 | КАН-1988 | 1993      | 1999      | КА-2007 | КК-2009 | 2012—2013 | КНПЗ-2014 |
| КА-2015  | 2015—2016 | ОИ-2016 | 2018    | КА-2019  | 2020—2022 | КНПЗ-2023 | КА-2023 |         |           |           |

### Гостевая
| ОИ-1980 | ПИ-1985   | ЧМ-1986   | КАН-1988 | 1999 | КК-2009 | 2012—2013 | КА-2015 | 2015—2016 | ОИ-2016 | 2018 |
| КА-2019 | 2020—2022 | КНПЗ-2023 | КА-2023  |      |         |           |         |           |         |      |

### Резервная
| 2020—2022 |